# 반량전

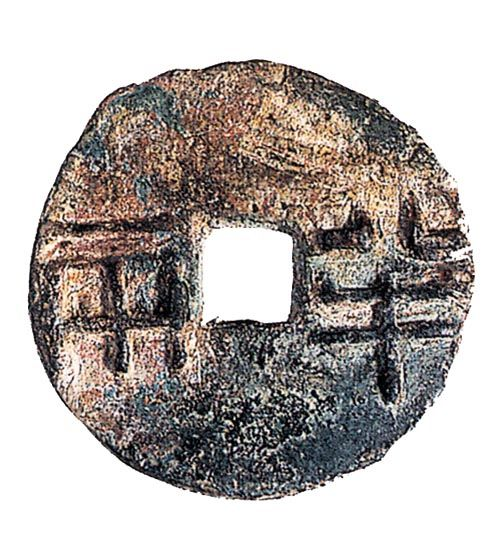
한나라 시대의 반량전. 연도 불명

반량전(半兩錢)은 중국 진나라부터 전한 시대까지 사용한 청동 화폐를 말한다. '半兩'이라는 글자가 새겨져있다.
기원전 221년 진나라의 시황제는 중국을 통일하고 중앙집권을 강화하기 위해 진~한에 주조된 화폐로서 문자와 도량형을 통일함과 동시에 화폐제도를 통일하여 유일한 화폐로 정했다.
기존의 전국시대에는 '포전'(布錢)과 '도전'(刀錢)같은 화폐가 통일되지 않은 채로 사용되고 있었다.
반량전은 진나라 시황제 때 만들어졌다. 가운데 네모난 구멍이 뚫려 있는 원형이며, 둘레의 테는 없고, ‘반량(半兩)’이라는 글자가 새겨져 있다.
형태에서 원은 하늘을, 사각형은 땅을 상징하는 것으로 동전 하나에서 하늘과 땅을 동시에 볼 수 있다는 심오한 사상이 숨어 있다.
또한 가운데의 사각 구멍은 제조와 유통상의 기능적인 측면을 고려한 결과였으며, 사각 구멍에 금속막대를 넣어 고정시켜 한꺼번에 줄질하기 쉽게 했다.
무게는 가벼운 것이 2g, 무거운 것은 20g에 이르는 것 까지 다양하게 확인된다.
문헌기록에 확인되는 한나라의 반량전으로는 유협반량(楡莢半兩), 팔수반량(八銖半兩), 오분반량(五分半兩, 고후 오분전), 사수반량(四銖半兩, 문경 사수반량), 유곽반량(有郭半兩, 무제 사수반량)이 있다.

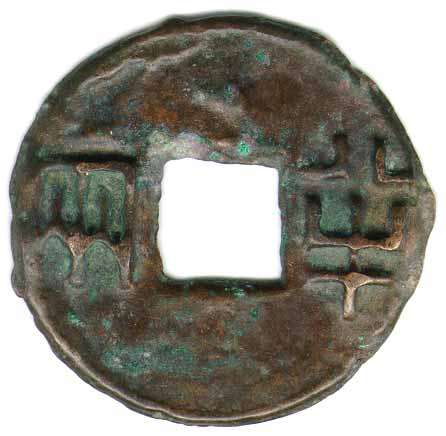
Ban Liang (半兩) - Kingdom of Qin - Scott Semans 02

## 같이 보기
- 개원통보

1. ↑  한반도~압록강유역 출토 반량전의 주조연대와 출토양상 검토